# Keld Jørgensen
Keld Jørgensen (født 15. november 1936) lærer, faginspektør og fagkonsulent i sløjd i Københavns Kommune.
Dimitteret fra Blågård Seminarium i 1961 og dernæst ansat ved Tingbjerg Skole i København. Sløjdlærereksamen og supplerende kurser fra Dansk Sløjdlærerskole. 1971-1986 faglig medhjælp for sløjdinspektør Asger Schauby og forretningsfører og formand for Modeludvalget fra 1986 (han havde siddet i udvalget siden 1967). 1986-1988 konstitueret sløjdinspektør, hvorpå stillingen blev nedlagt. Fra august 1988 beskikket som fagkonsulent i sløjd. 
Har beskæftiget sig med emnet sløjd i indskolingen og i den forbindelse været gæstelærer på Lærerhøjskolen og udgivet nogle sløjdhefter. I perioden 1970-1995 lavede han 30 af Modeludvalgets arbejdstegninger.
Som pensionist arbejder Keld Jørgensen som kasserer på Børnenes Kontor.